# Климотино (Тверська область)
Климотино (рос. Климотино) — присілок в Бежецькому районі Тверської області Російської Федерації.
Населення становить 23 особи. Входить до складу муніципального утворення Фральовське сільське поселення.

## Історія
Від 2005 року входить до складу муніципального утворення Фральовське сільське поселення.

## Населення
| 2008 | 2010 |
| ---- | ---- |
| 26   | ↘23  |